# Gripsholms län

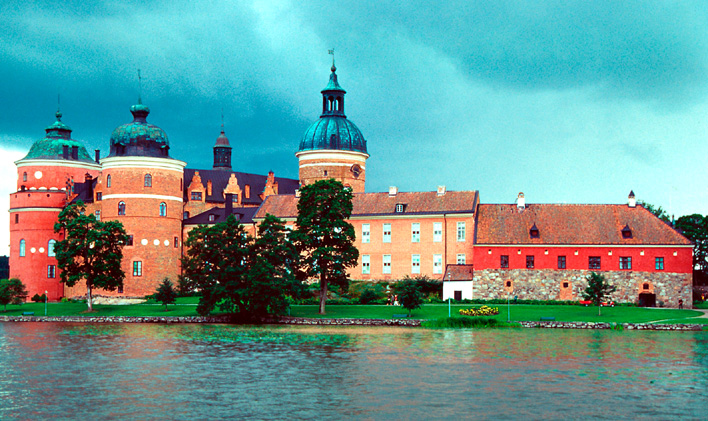
Kasteel Gripsholm

Gripsholms län is een voormalige provincie in Zweden. De provincie bestond van 1634 tot en met 1683 en lag in het landschap Södermanland. In 1683 werd Gripsholms län samengevoegd met Nyköpings län en Eskilstunahus län tot Södermanlands län. De residentie van de gouverneur van de provincie was het in Mariefred gelegen slot Gripsholms slott.